# あしたの空
『あしたの空』（あしたのそら）は、日本の女性歌手グループ、SPEEDの15枚目のシングル。3度目の再結成、完全復活後初の作品である。

## 解説
- 前作から約5年ぶり、完全復活後初のシングル。
- PVやオフショット映像が収録された「DVD付き」と「CDのみ」の2形態で発売、ジャケットもそれぞれ異なる。なお、SPEEDが多数形態で発売するのは、シングル・アルバムを通してこの作品が初めてである。また、店によってはB2サイズのポスターが特典として配布された。
- SPEEDにとって、アルバムも含め初の日本語タイトルとなっている。
- 同事務所所属の観月ありさが主演を務めた日本テレビの水曜ドラマ『OLにっぽん』の主題歌である。
- 数々のSPEED作品を手がけてきた伊秩弘将がプロデュースを担当した。伊秩によるプロデュースは、シングルでは13枚目の『Be My Love』以来（バージョン違いの楽曲も含めると、前作『Walking in the rain／Stars to shine again』のカップリング曲「Be My Love（X'mas version）」「White Love（2003 live memorial）」以来）である。
- 本作のPRのためTOKYO FMスペイン坂スタジオにて、同局の生放送番組『TOYOTA SOUND IN MY LIFE』に出演した。同スタジオに出演したのは、約10年ぶりである。
- J-POP曲をギターだけで演奏するマーティ・フリードマンによって「あしたの空」が演奏され、「ポケメロJOYSOUND」から配信された。

## 収録曲

### CD
1. あしたの空
  - 作詞・作曲:伊秩弘将 / 編曲:U-key zone、中山聡

日本テレビ系テレビドラマ『OLにっぽん』主題歌。
伊秩はこの作品について、「"あしたの空"という言葉は、2ndアルバム『RISE』の頃からずっと温めてきた。タフでポジティブな歌だ。」、「今この時代に復活するSPEEDのパワーを通して、"あしたの空" に眩しい夜明けをイメージしてもらえたらと思った。」とコメントしている。また、歌詞カードには伊秩のこのコメントが掲載されている。
2008年10月11日放送の上原のラジオ番組『上原多香子のクローストゥユー』で初めてフルコーラスでオンエアされた。
2. SOMETHING NEW
  - 作詞・作曲:伊秩弘将 / 編曲:佐久間誠、中山聡

2008年10月20日にパーソナリティを務めたラジオ番組『SPEEDのオールナイトニッポン』で解禁された。
3. White Love〜STEADY〜Body & Soul 2008
  - 作詞・作曲:伊秩弘将 / 編曲:水島康貴

「SOMETHING NEW」同様、10月20日放送の『SPEEDのオールナイトニッポン』で解禁された。
3曲ともオリジナルの音源とは異なるアレンジになっている。
4. あしたの空 (Instrumental)
5. SOMETHING NEW (Instrumental)
6. White Love〜STEADY〜Body & Soul 2008 (Instrumental)

### DVD
1. あしたの空 (Video Clip)
2. OFF SHOT

## 楽曲の収録アルバム・DVD
- 『SPEEDLAND -The Premium Best Re Tracks-』（CD）（#1,3）
  - #3は1題目のみのメドレーのこれらの楽曲をさらにアレンジを少し変え、フルコーラスにされたものが収録されている。また、「White Love」は一部歌い直されていて、「Body & Soul」は前奏にフェイクが加えられている。
- 『SPEEDLAND -The Premium Best Re Tracks-』』（DVD）（#1）
  - PVが収録されている。
- 『BIBLE -SPEED BEST CLIPS-』（#1）
  - PVが収録されている。

## 商品規格
- CD+DVD:AVCD-16166/B ￥1,800
- CD:AVCD-16167 ￥1,050